# Bryum lonchocaulon
Bryum lonchocaulon är en bladmossart som beskrevs av C. Müller 1875. Bryum lonchocaulon ingår i släktet bryummossor, och familjen Bryaceae. Inga underarter finns listade i Catalogue of Life.